# Nachman Syrkin

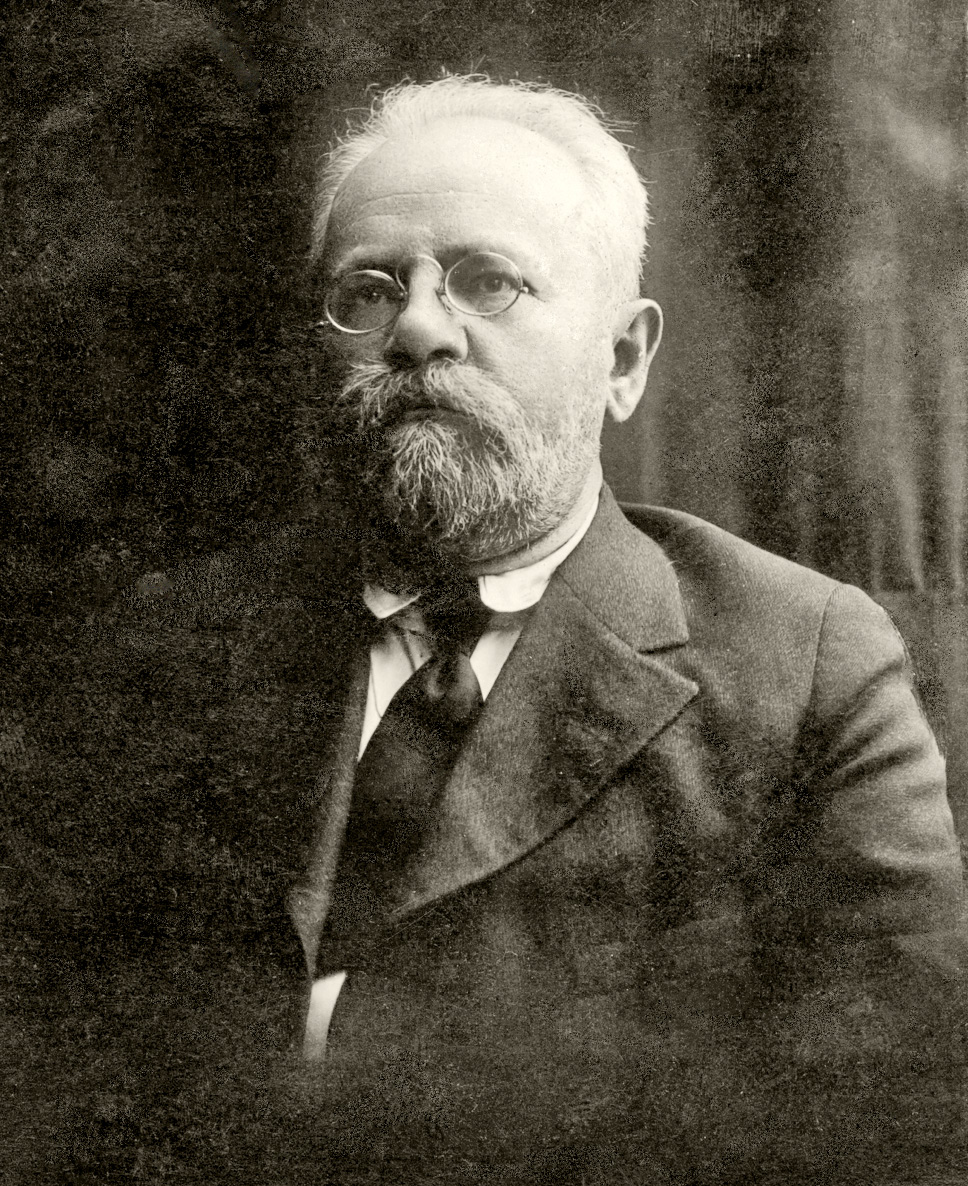
Nachman Syrkin

Nachman Syrkin o Nahman  (Bielorussia, 1868 – New York, 1924) fu un teorico politico e un fondatore del Sionismo socialista.

## Biografia
Nato nell'Impero russo (oggi Bielorussia), in gioventù Syrkin fu influenzato dal Sionismo e dal socialismo e si dedicò alla sintesi dei due concetti. In questo compito si unì a lui Ber Borochov, anche se, diversamente da Borochov, Syrkin non era un marxista. Syrkyn fu un leader della fazione sionista socialista al Primo congresso sionista nel 1897 e fu uno dei primi a proporre il Fondo Nazionale Ebraico. Fu anche il primo a proporre che gli immigrati in Palestina formassero insediamenti collettivi.
Diversamente da molti altri pensatori socialisti dell'epoca, Syrkin era molto a suo agio con la sua origine ebraica e, sebbene no lo dicesse esplicitamente nel suo saggio "The Jewish Problem and the Jewish Socialist State" (1898), è chiaro che avesse in mente l'enfasi biblica sulla rigida giustizia sociale, senza riguardo per la ricchezza, il potere o il privilegio. Però considerava il Sionismo un sostituto del giudaismo tradizionale:
Il nuovo giudaismo sionista è completamente in contrasto con il giudaismo dell'esilio... Il Sionismo sradica il giudaismo religioso con più forza rispetto alla Riforma o l'assimilazione, con la creazione di nuovi standard di "giudaismo" che costituiranno una nuova ideologia che può essere elevata allo status di una religione.
Syrkin lavorò per fondare gruppi sionisti socialisti in tutta l'Europa Centrale. Dopo aver studiato e lavorato in Germania e in Francia, Syrkin tornò in Russia dopo la Rivoluzione russa del 1905. In seguito si trasferì negli Stati Uniti d'America dove diventò il leader del partito Poale Zion statunitense.
Nel 1919 Syrkin fu un membro della delegazione ebraica statunitense alla Conferenza di pace di Parigi (1919). Quell'anno fu anche una figura di spicco della conferenza del Poale Zion mondiale e gli fu affidato il compito di visitare la Palestina per sviluppare un piano per l'insediamento di kibbutz. Syrkin intendeva tornare in Palestina, ma morì di infarto nel 1924 negli Stati Uniti d'America.

## Opere (in inglese)
- Essays on socialist Zionism, [New York, Young Poale Zion Alliance of America, 1935], 64 pag. Comprende:
  - The Jewish problem and the Jewish socialist state (1898)
  - National independence and international unity (1917)